# Gonzalo Bayarri
Gonzalo Bayarri Esteve (Puçol, 6 gennaio 1976) è un ex ciclista su strada spagnolo.
Ottenne una sola vittoria da professionista, la Subida al Naranco nel 2002; nella stessa stagione concluse al terzo posto la Vuelta al País Vasco, e nel 2004 salì sul podio della Coppa Agostoni.

## Palmares
- 1998 (Under-23, una vittoria)

Vuelta a Cartagena
- 1999 (Under-23, tre vittorie)

Trofeo Iberdrola
Clasica Ciudad de Torredonjimeno
5ª tappa Vuelta a Palencia (Velilla del Río Carrión > Dueñas)
- 2002 (Jazztel, una vittoria)

Subida al Naranco

## Piazzamenti

### Grandi Giri
- Vuelta a España

2002: ritirato (alla 12ª tappa)
2003: 157º
2004: ritirato (alla 11ª tappa)